# Џорџтаун (Ајдахо)
Џорџтаун (енгл. Georgetown) град је у америчкој савезној држави Ајдахо.

## Демографија
По попису из 2010. године број становника је 476, што је 62 (-11,5%) становника мање него 2000. године.
| Група             | 2000.       | 2010.       |
| Белци             | 521 (96,8%) | 453 (95,2%) |
| Афроамериканци    | 1 (0,2%)    | 2 (0,4%)    |
| Азијати           | 0 (0,0%)    | 3 (0,6%)    |
| Хиспаноамериканци | 9 (1,7%)    | 2 (0,4%)    |
| Укупно            | 538         | 476         |